# Lájos Surányi
Lájos Surányi, uváděn též jako Lájoš Surányi (23. června 1885 – 1969), byl československý politik maďarské národnosti a meziválečný poslanec Národního shromáždění za Československou sociálně demokratickou stranu dělnickou, později za Komunistickou stranu Československa.

## Biografie
V parlamentních volbách v roce 1920 se stal poslancem Národního shromáždění. Zvolen byl za sociální demokraty, v průběhu volebního období přešel do nově vzniklé KSČ. Mandát ale ztratil v roce 1921 rozhodnutím volebního soudu. Jako náhradník pak místo něj nastoupil Václav Barták. Podle údajů k roku 1920 byl profesí redaktorem v Košicích.